# Bugha (gamer)
Kyle Giersdorf (30 de dezembro de 2002), mais conhecido por seu apelido online Bugha ([ˈbuːɡə]), é um jogador profissional estadunidense do Fortnite Battle Royale. Ele também é conhecido por ganhar a Fortnite World Cup de 2019 e é frequentemente considerado um dos melhores jogadores de Fortnite do mundo.

## Vida inicial
O apelido de Giersdorf vem de seu avô, que costumava chamá-lo de Bugha quando ele era mais jovem. Ele conheceu o Fortnite quando seu pai, também gamer, lhe falou sobre o modo de jogo "Save the World".

## Carreira profissional
Depois de jogar pela equipe No Clout, Giersdorf assinou contrato com a organização de esports Sentinels em 25 de março de 2019, como membro da equipe de Fortnite. Giersdorf se classificou e participou da 1ª Fortnite World Cup anual, que aconteceu de 26 a 28 de julho de 2019. Ele competiu no Solos, que aconteceu no dia 28. Giersdorf teve a oportunidade de disputar 6 partidas contra outros 99 jogadores que também se classificaram. No final, Giersdorf ficou em primeiro lugar com 59 pontos, quase o dobro do segundo colocado, psalm, com 33 pontos. Kyle ganhou US$ 3 milhões em prêmios em dinheiro.
Desde a Fortnite World Cup, Bugha acumulou cerca de US$ 3,7 milhões, venceu três campeonatos FNCS com 13 resultados entre os 10 primeiros e tem estado consistentemente no topo de todos os rankings e tabelas de classificação da história do Fortnite.
A Epic Games presenteou Giersdorf com uma roupa cosmética à sua imagem em julho de 2021, como parte da série "Icon" do Fortnite. Outras figuras, como o jogador de futebol Neymar e o streamer Ninja, também têm roupas.

### Hack
O Twitter e a Twitch de Giersdorf foram hackeados horas depois de ele ter vencido a Fortnite World Cup. Ele também hackeou 100 assinaturas de presente para streamers aleatórios. O seu Twitter também foi hackeado, tuitando tweets vulgares e retuitou um tweet de certo usuário.

## Prêmios e indicações
| Ano  | Cerimônia          | Categoria            | Resultado | Ref.          |
| ---- | ------------------ | -------------------- | --------- | ------------- |
| 2019 | The Game Awards    | Best Esports Athlete | Venceu    | [ 17 ] [ 18 ] |
| 2020 | Shorty Award       | Best in Gaming       | Venceu    | [ 19 ] [ 20 ] |
| 2020 | Forbes 30 Under 30 | Games                | Incluído  | [ 21 ]        |

## Classificações notáveis em torneios deFortnite
As melhores colocações de Bugha incluem:
- 1° lugar na Fortnite World Cup Solo LAN Finals 2019
- 5° lugar na FNCS Duos Grand Finals Capítulo 2, Temporada 2
- 4° lugar na FNCS Solos Grand Finals Capítulo 2, Temporada 3
- 4° lugar na DreamHack Online Open Finals Agosto de 2020
- 2° lugar na DreamHack Online Open Finals Setembro de 2020
- 2° lugar na FNCS Trios Grand Finals Capítulo 2, Temporada 4
- 5° lugar na FNCS Trios Grand Finals Capítulo 2, Temporada 5
- 1° lugar na FNCS Trios Grand Finals Capítulo 2, Temporada 8
- 1° lugar na FNCS Trios Grand Royale Finals Capítulo 2, Temporada 8
- 1° lugar na FNCS Duos Grand Finals Capítulo 3, Temporada 1
- 3° lugar na FNCS Duos Grand Finals Capítulo 3, Temporada 2
- 2° lugar na FNCS Duos Grand Finals Capítulo 3, Temporada 3
- 5° lugar na FNCS Duos Grand Finals Capítulo 4, Temporada 2
- 3° lugar na DreamHack Dallas ZB LAN Finals Capítulo 4, Temporada 2
- 2° lugar na FNCS Duos Grand Finals Capítulo 4, Temporada 3
- 10° lugar na Gamers8 ZB LAN Capítulo 4, Temporada 3
- 3° lugar na FNCS Duos Grand Finals Capítulo 5, Temporada 1

## Links externos
- Bugha no Instagram
- Perfil no Forbes